# Olivier Granier
Pour les articles homonymes, voir Granier.
Olivier Granier est un acteur, metteur en scène et producteur français.
Ayant pratiqué le doublage, il a été l'une des voix françaises de Corbin Bernsen, Xander Berkeley, Jason Alexander, William H. Macy, William Sadler, Luke Barnes et William Atherton.
Au sein de l'animation, il a prêté sa voix à Moutch dans Le Monde fou de Tex Avery, M. Hamster dans Chip et Charly ou encore le prince Jean dans Robin des Bois Junior.

## Biographie
Il est directeur artistique avec Christian Rauth de la Compagnie de théâtre Granier-Rauth mais aussi depuis tout petit il se découvre des talents d’acteur en jouant aux marionnettes avec ses chaussettes. 

## Théâtre
- 1978:La surface de réparation première création de la compagnie GRANIER-RAUTH
- 1979 : Vous ne trouvez pas que ça sent la guerre ? au Festival d'Avignon, mise en scène de Christian Rauth
- 1980 : Utopopolis au Festival d'Avignon, mise en scène de Mireille Larroche
- 1985 : Le Baiser de la veuve au Théâtre des Mathurins, mise en scène de Philippe Lefebvre
- 1987 : Coup de crayon au Théâtre de Poche-Montparnasse, mise en scène de Christian Rauth
- 1990 : Chambre 108 au Théâtre de Poche-Montparnasse, mise en scène de Georges Werler
- 1996 : Camus... Sartre... et "Les autres" au Théâtre de l'Œuvre, mise en scène de Jean-François Prévand
- 2005 : L'Emmerdeur au Théâtre de la Porte Saint-Martin, mise en scène de Francis Veber
- 2007 : Le Dîner de cons au Théâtre de la Porte Saint-Martin, mise en scène de Francis Veber
- 2010 : Le Dîner de cons au Théâtre des Variétés, mise en scène de Jean-Luc Moreau

## Filmographie (sélection)

### Comme acteur

#### Cinéma
- 1979 : Je parle d'amour de Madeleine Hartmann-Clausset : Olivier
- 1980 : L'Œil du maître de Stéphane Kurc : François Lombardi
- 1984 : Les Ripoux de Claude Zidi : un inspecteur de l'IGS
- 1987 : Charlie Dingo de Gilles Béhat : l'aveugle
- 1995 : Mécaniques célestes de Fina Torres : Claude
- 1996 : L'Appartement de Gilles Mimouni : Daniel
- 2001 : Les Jolies Choses de Gilles Paquet-Brenner : le père
- 2009 : Erreur de la banque en votre faveur de Michel Munz et Gérard Bitton
- 2014 : Vie sauvage de Cédric Kahn : Le père de Nora

#### Télévision
- 1980 : Les 5 dernières minutes : Diégo
- 1985 : Hôtel de police (6 épisodes) : Lucien Branech
- 1993 : Nestor Burma (série télévisée), saison 3, épisode 3 : Les eaux troubles de javel : Didier, l'homme de main de Floquey
- 1995-1999 : Anne Le Guen (6 épisodes) : Martin2000 :
- 2000 : Une femme d'honneur, épisode double vue de Dominique Tabuteau : Julien Loffredi
- 2004 : Zodiaque : Procureur Olivier Baldi
- 2008 : Joséphine, ange gardien : Victor Mercier
- 2016 : Alliances rouge sang de Marc Angelo : Roger

## Doublage

### Cinéma

#### Films
- Corbin Bernsen dans :
  - Le Dentiste (1996) : Dr Alan Feinstone
  - Le Dentiste 2 (2000) : Dr Alan Feinstone / Dr Lawrence Caine
- 1991[n 1] : Bugsy : voix additionnelles (2e doublage)
- 1991 : Y a-t-il un flic pour sauver le président ? : Nordberg (O.J. Simpson)
- 1996 : Bio-Dome : Noah Faulker (William Atherton)
- 1996 : Monkey Trains : voix additionnelles
- 1997 : Pour le pire et pour le meilleur : voix additionnelles
- 1997 : Rien à perdre : Davis « Rig » Landow (John C. McGinley)
- 1997 : Maman, je m'occupe des méchants ! : Burton Jernigan (Lenny Von Dohlen)
- 1997 : Le Cinquième Élément : Dr Mactilburgh (Christopher Fairbank)
- 1997 : Air Force One : le major Caldwell (William H. Macy)
- 1999 : Universal Soldier : Le Combat absolu : Dr Dylan Cotner (Xander Berkeley)
- 2000 : Mister G : Barry (Jon Cryer)
- 2001 : Save the Last Dance : Roy Johnson (Terry Kinney)
- 2006 : Déjà vu : voix additionnelles
- 2006 : Little Children : Ronnie J. McGorvey (Jackie Earle Haley)
- 2007 : Gone Baby Gone : O'Malley (Robert Wahlberg)
- 2008 : Hancock : Convict 8 (Daniel Quinn)
- 2008 : John Rambo : Dr Michael Burnett (Paul Schulze)
- 2008 : Les Frères Solomon : voix additionnelles

#### Films d'animation
- 2000 : Dinosaure : voix additionnelles
- 2002[n 2] : Inspecteur Gadget : Affaire inclassable[2] : voix additionnelles
- 2003 : Le Livre de la jungle 2 : voix additionnelles

### Télévision

#### Téléfilms
- 2001 : Mary Higgins Clark : Tu m'appartiens : l'inspecteur Shea (Tony De Santis)
- 2009 : Angel of death : Arthur Max (John Serge)

#### Séries télévisées
- 1995-1998 : Seinfeld : voix additionnelles (saison 7 à 9)
- 2002-2003 : Femmes de footballeurs : Stefan Hauser (Philip Bretherton)
- 2003-2006 : À la Maison-Blanche : le secretaire de la défense Miles Hutchinson (Steve Ryan)
- 2004 : Les Feux de l'amour : Harrison Bartlett (Kin Shriner)
- 2006 : Desperate Housewives : Eugene Beale (John Kapelos)
- 2007 : Traveler : Ennemis d'État : Carlton Fog (William Sadler)
- 2009 : Larry et les nombril : lui-même (Jason Alexander)
- 2010 / 2012 : Justified : Emmitt Arnett (Steven Flynn) (1er voix, saison 1 et 3)
- 2011-2012 : Game of Thrones : Rast (Luke Barnes) (1er voix, saison 1)
- 2012-2014 : Girls : Tad Horvath (Peter Scolari) (1er voix, saison 1 et 2)

#### Séries d'animation
- 1987-1989[n 3] : Malicieuse Kiki : M. Martin, le professeur d'anglais
- 1991 : Robin des Bois Junior : le prince Jean
- 1991-1992 : La Légende de Croc-Blanc : Alex de Laszlo
- 1992 : Chip et Charly : M. Hamster
- 1997 : Le Monde fou de Tex Avery : Moutch
- 2006-2007 : Team Galaxy : M. S